# Hystrichopsylla zhani
Hystrichopsylla zhani är en loppart som beskrevs av Yue, Li et Zheng 1999. Hystrichopsylla zhani ingår i släktet Hystrichopsylla och familjen mullvadsloppor. Inga underarter finns listade i Catalogue of Life.